# Hypsiboas lundii
Espèce
Synonymes
- Hyla lundii Burmeister, 1856
- Hyla pustulosa Reinhardt & Lütken, 1862 "1861"
- Hylella punctatissima Reinhardt & Lütken, 1862 "1861"
- Hyla biobeba Bokermann & Sazima, 1973

Statut de conservation UICN

 LC  : Préoccupation mineure
Hypsiboas lundii est une espèce d'amphibiens de la famille des Hylidae.

## Répartition
Cette espèce est endémique du Brésil. Elle se rencontre jusqu'à 1 100 m d'altitude dans le biome du Cerrado, dans les États de Goiás, du Minas Gerais et de São Paulo et le District fédéral,.

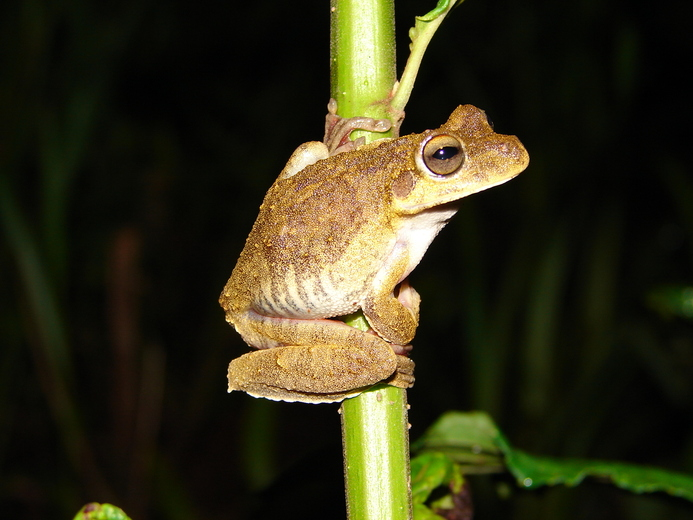
Hypsiboas lundii

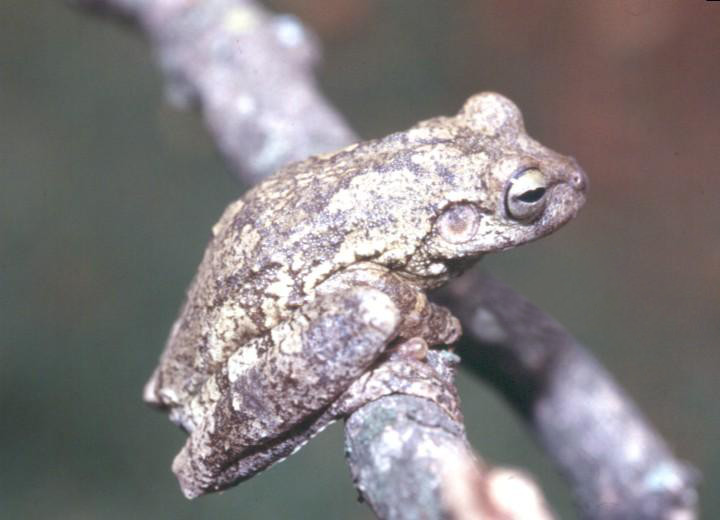
Hypsiboas lundii

## Étymologie
Cette espèce est nommée en l'honneur de Peter Wilhelm Lund.

## Publication originale
- Burmeister, 1856 : Erläuterungen zur Fauna Brasiliens, enthaltend Abbildungen und ausführliche Beschreibungen neuer oder ungenügend bekannter Thier-Arten. Druck und Verlag von Georg Reimer, Berlin, Deutschland.